# حمض ديهومو-غاما-اللينولينيك
حمض ديهومو-غاما-اللينولينيك هو حمض دهني غير مشبع له الصيغة الكيميائية C20H34O2، مع وجود ثلاث روابط مضاعفة، تكون إحداها على الكربون رقم 6 من الطرف الميثيلي للسلسلة، ولذلك فهو من أحماض أوميغا 6.

## الوفرة الطبيعية
لا يتوفر حمض ديهومو-غاما-اللينولينيك في المصادر الطبيعية إلا بشكل نزر في المنتجات الحيوانية.

## الخواص
يوجد حمض ديهومو-غاما-اللينولينيك في الحالة القياسية على شكل سائل زيتي أصفر اللون. يتألف جزيء هذا الحمض من 20 ذرة كربون، ويحوي على 3 روابط مزدوجة من النمط المقرون (cis). يعد حمض ديهومو-غاما-اللينولينيك ناتج تطويل للسلسلة الكربونية في حمض غاما-اللينولينيك، وهو بالمقابل ناتج عدم التشبع لحمض اللينولييك.

## الأهمية الحيوية
يخلّق حمض ديهومو-غاما-اللينولينيك (DGLA) حيوياً في الجسم من حمض غاما-اللينولينيك (GLA). يؤدي استقلاب هذا الحمض في الجسم إلى الحصول على المنتجات التالية من مركبات إيكوزانويد:
- السلسلة 1 من مركبات ثرومبوكسان عبر طريق إنزيمات سيكلوأكسيجيناز COX-1 و COX-2
- السلسة 1 من مركبات بروستانويد Prostanoid عبر طريق إنزيمات سيكلوأكسيجيناز COX-1 و COX-2.[5]
- مشتق هيدروكسيلي من 15 ذرة كربون، والذي يقوم بتعطيل (أو صد) التحول من حمض الأراكيدونيك إلى ليوكوترينات.[6]

كل هذه النواتج هي ذات تأثير مضاد للالتهاب.